# Obrapa perilampoides
Obrapa perilampoides är en tvåvingeart som beskrevs av Walker 1858. Obrapa perilampoides ingår i släktet Obrapa och familjen vapenflugor. Inga underarter finns listade i Catalogue of Life.